# 리니어 모션 베어링
리니어 모션 베어링(Linear-motion bearing) 또는 리니어 슬라이드(linear slide)는 한 방향으로 자유 운동을 제공하도록 설계된 베어링이다. 리니어 모션 베어링에는 다양한 유형이 있다.
기계 슬라이드, X-Y 테이블, 롤러 테이블 및 일부 도브테일 슬라이드와 같은 전동 리니어 슬라이드는 구동 메커니즘에 의해 움직이는 베어링이다. 모든 리니어 슬라이드가 전동식인 것은 아니며, 무동력 도브테일 슬라이드, 볼 베어링 슬라이드 및 롤러 슬라이드는 관성 또는 손으로 구동되는 장비에 저마찰 선형 운동을 제공한다. 모든 리니어 슬라이드는 볼 베어링, 도브테일 베어링, 리니어 롤러 베어링, 자기 베어링 또는 유체 베어링 등 베어링을 기반으로 선형 동작을 제공한다. X-Y 테이블, 리니어 스테이지, 기계 슬라이드 및 기타 고급 슬라이드는 리니어 모션 베어링을 사용하여 X 및 Y 다중 축을 따라 이동한다.